# Head-Tracking
Head-Tracking bezeichnet ein Motion-Tracking-Verfahren zur Erfassung der Position, Lage und Bewegungen des Kopfes, um eine dem Blickwinkel entsprechende Darstellung bereitzustellen oder eine andere mit dem Kopf erfolgende Steuerung zu ermöglichen. Die Erkennung kann beispielsweise durch am Kopf befestigte Sensoren, wie Kreiselsensoren oder durch eine oder mehrere auf den Kopf gerichtete Kameras erfolgen, also ein optisches Tracking. Die Anwendungsgebiete reichen von der vereinfachten Betrachtung von 3D-Modellen, über Computerspiele bis zum militärischen Einsatz. Head tracking wird in einigen Bereichen auch mit Eye tracking kombiniert.

## Anwendungen

### Single-User-Display
Bei einem Single-User-Display handelt es sich um ein Display, das seine Bilder für den Betrachter meist per Head tracking an dessen Kopf- und manchmal auch per Eye-Tracking an seine Augenbewegungen anpasst, indem der Nutzer per Videokamera verfolgt wird. Die optimale Anwendung ist auf einen Nutzer beschränkt, da der Bildschirm immer nur am besten auf einen Kopf oder ein Augenpaar reagieren kann. Allerdings gibt es auch eine Abwandlung dieser Technik, die bei mehreren Zuschauern, einen Kompromiss für die beste Sicht aller errechnet. Dieser Durchschnitt ist aber dann nicht so optimal, wie für eine einzelne Person. Single-User-Displays können bei herkömmlichen Monitoren, also 2D-Bildschirmen zum Einsatz kommen, aber auch bei allen Arten von 3D-Displays. So kann beispielsweise ein 3D-Modell von verschiedenen Seiten betrachtet werden, indem der Anwender allein seinen Kopf vor dem Monitor hin und her oder auch nach oben und unten bewegt.

### Head-Mounted Display
Ein Headtracker ist oft Teil eines Head-Mounted Displays. Ändert der Betrachter seine Blickrichtung, wird die errechnete Grafik entsprechend angepasst. Zusätzlich oder an Stelle einer virtuellen Grafik können auch die Bewegungen oder andere externe Systeme gesteuert werden, wie etwa eine Kamera. Im Hobbybereich kommt solch eine Kamerasteuerung beispielsweise beim First-Person-View-Modellfliegen zum Einsatz.

### Helmet-Mounted-Display-System
Bei einem Helmet-Mounted-Display-System ist ein Headtracker Teil eines Helmes, beispielsweise eines Piloten. Dabei wird mittels Headtracking eine Kamera über Aktoren gesteuert und das Kamerabild über das Helmet-Mounted-Display wiedergegeben. Schaut der Betrachter nach links, bewegt sich die Kamera automatisch auch nach links – Schaut der Betrachter nach rechts, bewegt sich die Kamera automatisch auch nach rechts. Zusätzlich oder an Stelle der Kamera können auch andere externe Systeme gesteuert oder errechnete Grafik dargestellt werden. Dabei können Headtracker den Piloten dabei unterstützen, schneller mit seiner Maschine zu kommunizieren, als dies anders möglich wäre. Insbesondere die Zielerfassung durch ein Joint Helmet Mounted Cueing System erweist sich als sehr effizient.